# Smack That
Smack That är en singel av Akon och Eminem. Det blev den första singeln från Akons skiva Konvicted, utgiven 17 augusti 2006. Den hamnade bäst som #2 på Billboard Hot 100.
På musikvideon kan man bland annat se Eminem bära en t-shirt med ett P på, detta för att hedra Eminems döda kompis Proof.